# Brown & Sharpe
Pour les articles homonymes, voir Sharpe.
Brown & Sharpe, qui fut du XIXe siècle à 1945 l'un des leaders mondiaux de l'industrie des machines-outils, n'est plus aujourd'hui qu'une filiale de Hexagon Metrology Inc., une multinationale spécialisée dans les instruments de mesure et la métrologie. Dans le domaine de la mécanique de précision, le renom de cette société est tel qu'il reste attaché, dans le monde anglo-saxon, à de nombreux étalons et standards industriels, parmi lesquels :
- l’American Wire Gauge (AWG) pour le diamètre des câbles électriques ;
- le cône Brown & Sharpe 1/24 pour les cônes d'emmanchement de machine-outil ; et
- le filetage Brown & Sharpe pour vis sans fin.

Depuis son rachat par Hexagon Metrology en 2001, Brown and Sharpe s'est recentrée exclusivement sur la métrologie .

## Histoire

### De la fondation (1833) à la Grande Guerre

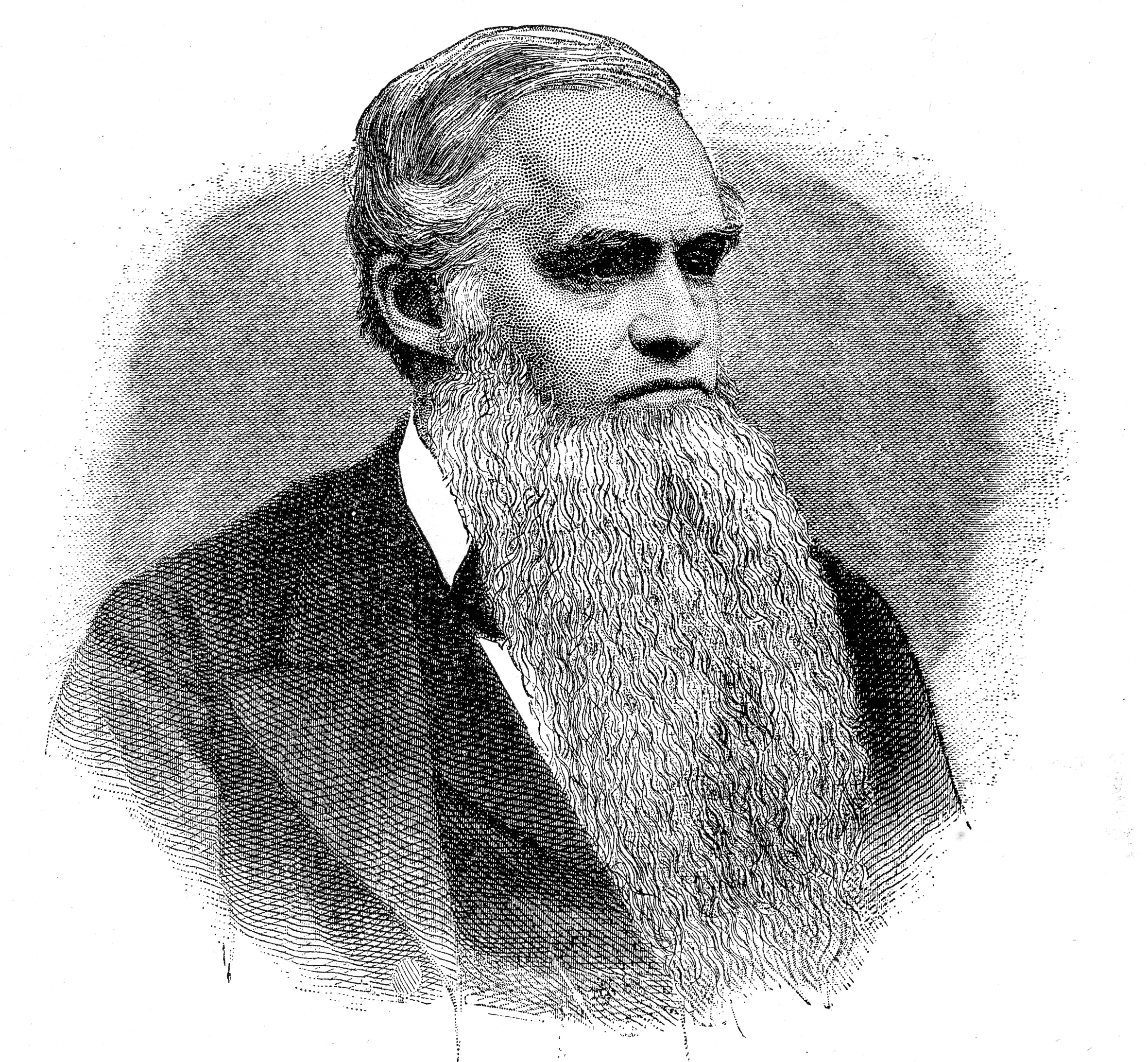
Joseph Brown, fils du fondateur de la société.

Les ateliers de mécanique Brown & Sharpe, créés à Providence (Rhode Island) en 1833, équipèrent la Nouvelle-Angleterre des premiers tours à usiner non-importés du Royaume-Uni. David Brown et Lucian Sharpe, avec leur brevet de fraiseuse universelle (1862), révolutionnèrent le marché de la machine-outil. Peu à peu, ils diversifièrent leur production, depuis la fabrication de gabarits et de moules jusqu'aux instruments de mesure à usage industriel (pieds à coulisse, micromètres, etc.).

### Années de croissance

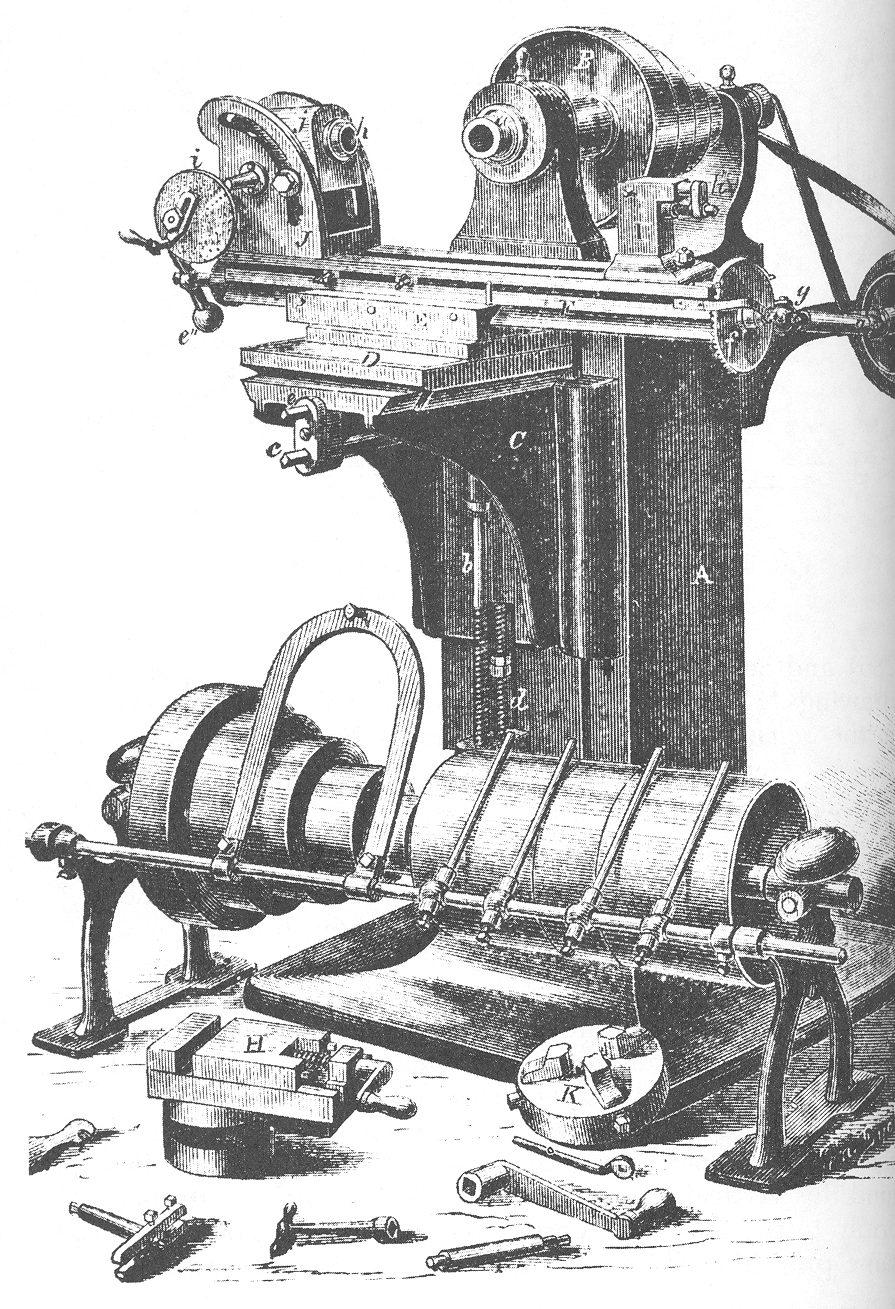
Affiche promotionnelle pour la fraiseuse universelle Brown & Sharpe (1862).

En 1872, la société s'établit sur une parcelle de 13 ha du faubourg de Smith Hill, entre Main Street et les quais de Woonasquatucket. Le premier bâtiment était un immeuble de bureaux d'une superficie de 6 100 m2 : cet édifice, aux dimensions énormes pour l'époque, une ossature en charpente métallique et béton non armé, fut dessiné par un ingénieur de la société, Thomas McFarlane, en 1872. Au fil des années, le site se couvrit de magasins et de services : hangars, déchetterie, commerces de machines, de bois de charpente, quincailleries et même un barbier. Jusqu'en 1914, Brown & Sharpe était le premier fabricant mondial de machines-outils : cette entreprise familiale née dans un pays en pleine croissance économique joua un rôle décisif dans la banalisation de machines comme les fraiseuses, les micromètres, les tours à usiner et à fileter, dans toutes les branches de l’industrie, etc.

### L'Entre-deux-guerres
Comme Ingersoll Rand, Looghead et d'autres constructeurs américains, Brown & Sharpe subit les bouleversements du cycle économique au cours de ces deux décennies : après l'apogée lié aux commandes de la Grande Guerre, ils durent faire face à la récession post-Première Guerre mondiale qui déboucha sur la Dépression de 1920-1921. L'euphorie des Années folles fut de courte durée, et la Grande Dépression menaçait de sonner le glas de la société.
Mais avec le boom de l'activité industrielle né de la politique de relance de Roosevelt puis de la demande des industries de guerre, la compagnie finit par employer jusqu'à 11 000 ouvriers en 1945.

### Modernisation et compromis (1945-1980)

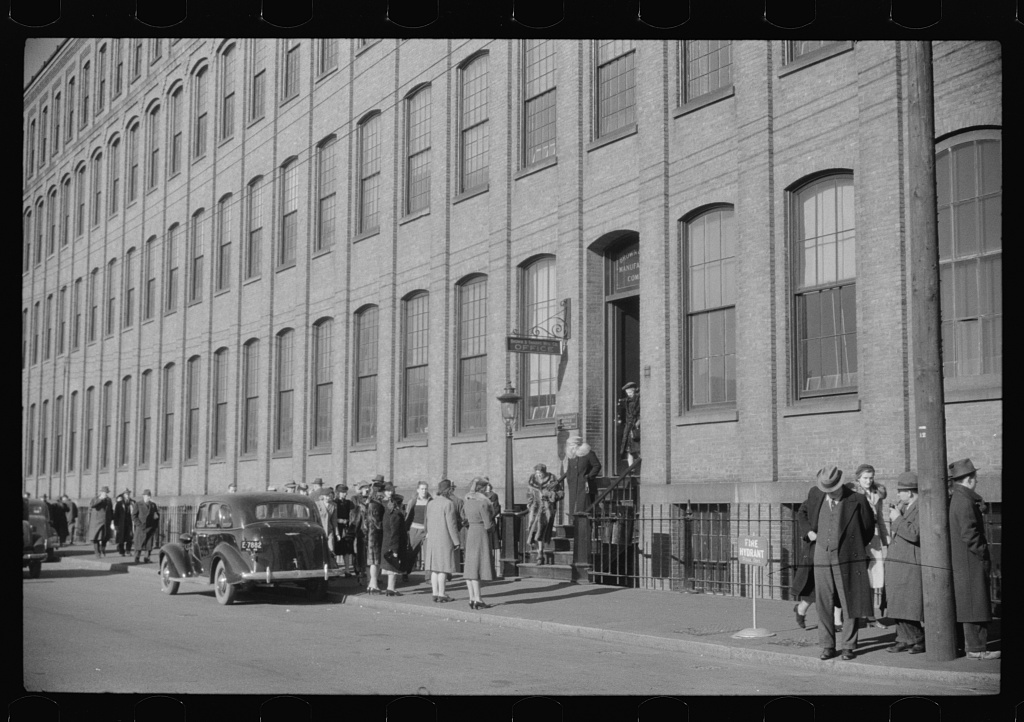
L'heure de fermeture ; les ouvriers quittent l'usine en fin de journée (1940).

Au sortir de la Deuxième guerre mondiale, Henry D. Sharpe Jr. prit la succession de son père à la présidence de Brown & Sharpe Manufacturing Co., et chercha à en faire une entreprise résolument moderne. Par un programme d'investissement de 4 millions de dollars étalé sur trois ans, de 1954 à 1957, il rénova l’usine-mère de Providence (Rhode Island) et par la même occasion mit un terme à la fabrication de modèles désuets ou peu compétitifs : machines à coudre, tondeuses de finition, et tours à usiner manuels, pour se consacrer à la production en série de tours à commande numérique. En phase avec les théories de management de l'époque, Sharpe réorganisa la compagnies en départements ayant chacun une autonomie d'investissement et des objectifs de rentabilité propres. Brown & Sharpe connut alors une expansion internationale, et ouvrit ses premières succursales outre-Atlantique, notamment celle de Plymouth (Angleterre) en 1955. De 1957 à 1961, elle prit le contrôle de plusieurs concurrents du secteur de la mécanique industrielle, dont le plus important était Double A Products Co.
Conséquence de ce changement de stratégie, l'usine, devenue trop petite, dut s'étendre au sud du centre historique de Providence. Dès 1964, Brown & Sharpe, comme d'autres industries anciennes de Providence, dut s'expatrier de la ville et transporter ses ateliers dans la banlieue de North Kingstown (Rhode Island). Ces relocalisations ne furent possibles que grâce à la démocratisation de l'automobile familiale, qui suivit la guerre, et devait alimenter la croissance des faubourgs de Providence tout au long des années 1950. La nouvelle usine, baptisée Precision Park en référence à la tradition d'excellence de Brown & Sharpe dans la mécanique de précision, comportait 65 000 m2 de surface aménageable. Contrairement à la vieille usine de Providence, Precision Park n'avait qu'un seul étage, ce qui facilitait le réaménagement de l'espace intérieur et la réorganisation des ateliers au gré des commandes.
Malgré les compressions d'effectifs rendues nécessaires par la baisse d'activité du secteur de l'armement, la société employait encore quelque 3 394 ouvriers en 1976 : ce taux d'emploi résultait d'une politique de compromis entre les syndicats et le patronat permettant de faire face aux aléas de la demande au cours des récessions des années 1970. Pour le Président Sharpe, comme pour son successeur Don Roach, la négociation avec les syndicats était dictée par la nature cyclique de la demande en machines-outil et la baisse continue de l'activité industrielle en Nouvelle-Angleterre.

### La grande grève (1981-1982)
Mais malgré une stratégie visant à fidéliser les compétences et à maintenir le niveau des effectifs, Brown & Sharpe dut envisager des adaptations impopulaires auprès du personnel : en 1981, Don Roach voulut imposer aux machinistes de tourner sur différents postes de travail ; il se heurta à certains employés qui voyaient là un risque de rogner sur certains privilèges liés à l’ancienneté : 1 600 ouvriers syndiqués à l’International Association of Machinists District Lodge 64 désertèrent leur poste de travail, initiant ce qui allait s'avérer comme la plus grande grève de l’histoire du pays, et l'une des plus dramatiques pour les salariés. L’hostilité envers les grévistes dépassa le problème de la stratégie industrielle de l'entreprise, pour remettre en cause la spécificité du personnel du site historique de Rhode Island. L'altercation entre les ouvriers et le patronat parut au grand jour non seulement dans la remise en cause de l'organisation des conditions de travail au niveau national, mais aussi lors des événements du 22 mars 1982, où un piquet de 800 grévistes fut pris à partie par la police de l'État et de la ville, qui fit même usage de gaz lacrymogène. Devant l'indignation publique, le gouverneur J. Joseph Garrahy dut présenter des excuses publiques pour avoir laissé la police agir aussi brutalement. Malgré la poursuite de la grève, le mouvement de revendication s'étiola bientôt. Il faudra attendre encore 1998, soit près de dix-sept ans après l'altercation du 22 mars, pour que la Cour suprême (en) de Rhode Island relaxe la compagnie Brown & Sharpe de l'accusation d'atteinte au droit de grève. Mais à ce moment, Brown & Sharpe et ses employés les plus âgés s'étaient depuis longtemps retirés des usines de Rhode Island.
Tout au long de ce procès interminable, Brown & Sharpe poursuivit sa mutation : au cours des années 1980 et 1990, elle se spécialisa dans les machines à mesurer tridimensionnelles, version moderne des micromètres qui avaient fait la fierté de la société pendant plus d'un siècle. Mais l'abandon du marché des machines-outils et la spécialisation s'avéra une erreur, qui se traduisit par des pertes croissantes culminant avec un déficit de 14,6 millions de dollars en 1990. Dès 1993, l'usine de North Kingstown voyait ses effectifs fondre à 700 employés, contre 2 000 en 1982 et même plus de 3 500 en 1976. En 1994 Brown & Sharpe racheta l'entreprise italienne DEA spécialisée dans les machines à mesurer tridimensionnelles, mais elle-même vit à son tour la quasi-totalité de ses actifs (locaux, brevets, machines) rachetés en 2001 par Hexagon AB. Aujourd'hui Brown & Sharpe Manufacturing Co. est gérée par le département Métrologie d’Hexagon AB, qui a d'ailleurs recruté pour elle-même les principaux experts de la vieille société de Providence. Les instruments de mesure Brown & Sharpe sont désormais assemblés par TESA-Suisse, autre filiale de Hexagon AB.